# .360 Buckhammer
.360 Buckhammer, також відомий як 360 BHMR (9,1×46ммR), стандартизований SAAMI прямий проміжний гвинтівковий набій розроблений компанією Remington Arms Company. Набій було розроблено для використання в американських штатах де є особливі закони для полювання на оленів за допомогою набоїв центрального запалення з прямими стінками.

## Історія
На виставці SHOT Show 2023 в Лас-Вегасі компанія Remington Arms представила набій .360 Buckhammer. Інститут виробників спортивної зброї та боєприпасів (SAAMI), організація зі встановлення технічних стандартів у галузі вогнепальної зброї та боєприпасів США оголосила про прийняття нового стандарту на набої та патронники 15 січня 2023 р.

## Конструкція
Набій має пласку траєкторію та кращу термінальну продуктивність у порівнянні з теперішніми набоями з прямими стінками.
В набої .360 Buckhammer використано гільзу набою 30-30 Winchester, в якій збільшено дульце гільзи для використання кулі .358 калібру, як в набоях .35 Remington та .35 Whelen.

## Технічне креслення

### Державне законодавство
.360 Buckhammer спрямований на стрімко зростаючий сегмент ринку, відомий як "сумісні з патронами з прямими стінками" для штатів, де полюють на оленів. Дедалі більша кількість штатів, де раніше дозволяли полювання на оленів лише з використанням рушничних куль обмеженої дальності або дульнозарядної вогнепальної зброї, тепер дозволяють гвинтівки з набоями центрального запалення з прямими стінками.